# British Academy Film Award des meilleurs costumes

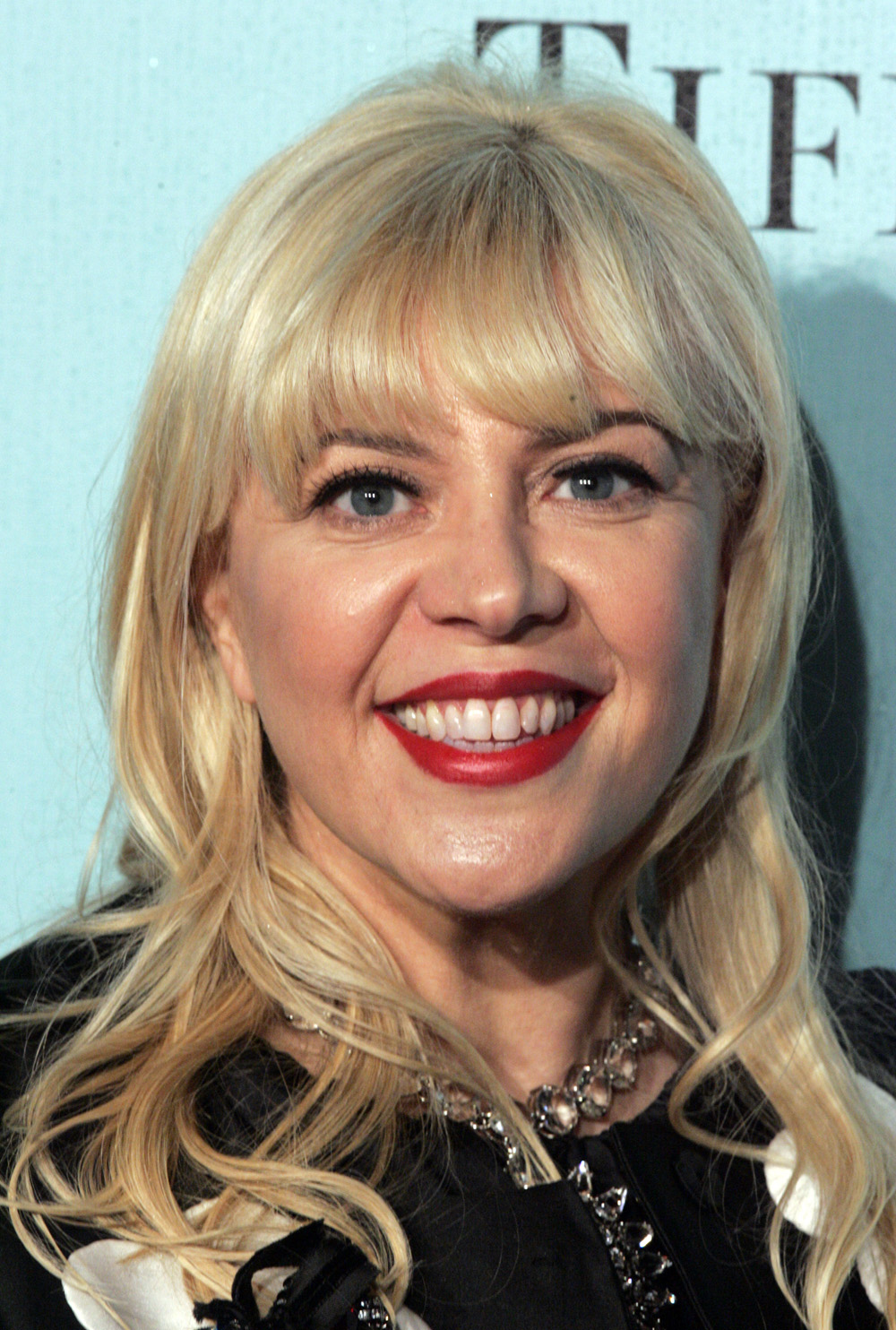
Catherine Martin designeuse australienne

Le British Academy Film Award des meilleurs costumes (British Academy Film Award for Best Costume Design) est une récompense cinématographique britannique décernée depuis 1965 par la British Academy of Film and Television Arts (BAFTA) lors de la cérémonie annuelle des British Academy Film Awards.
De 1965 à 1968, il existait deux catégories : Meilleurs costumes britanniques en noir et blanc et Meilleurs costumes britanniques en couleur. Elles ont été fusionnées en 1969.

## Palmarès
Note : les gagnants sont indiqués en gras. Les années indiquées sont celles au cours desquelles la cérémonie a eu lieu, soit l'année suivant leur sortie en salles (au Royaume-Uni).
Le symbole ♕ rappelle le gagnant et ♙ une nomination à l'Oscar des meilleurs costumes la même année.

### Années 1960
De 1965 à 1968, 2 catégories : Meilleurs costumes britanniques en noir et blanc et Meilleurs costumes britanniques en couleur.
- 1965 :
  - Meilleurs costumes britanniques – Noir et blanc : Le Mangeur de citrouilles (The Pumpkin Eater) – Sophie Devine
    - L'Ange pervers (Of Human Bondage) – Beatrice Dawson
    - Psyche 59 – Julie Harris

  - Meilleurs costumes britanniques – Couleur : Becket – Margaret Furse ♙
    - Les Drakkars (The Long Ships) – Anthony Mendleson
    - La Femme de paille (Woman of Straw) – Beatrice Dawson
    - La Rolls-Royce jaune (The Yellow Rolls-Royce) – Anthony Mendleson

- 1966 :
  - Meilleurs costumes britanniques – Noir et blanc : Aucune récompense
  - Meilleurs costumes britanniques – Couleur : Ces merveilleux fous volants dans leurs drôles de machines (Those Magnificent Men in their Flying Machines, Or How I Flew from London to Paris in 25 Hours 11 Minutes) – Osbert Lancaster ; Dinah Greet
    - Les Aventures amoureuses de Moll Flanders (The Amorous Adventures of Moll Flanders) – Elizabeth Haffenden ; Joan Bridge
    - Help! – Julie Harris
    - Quand l'inspecteur s'emmêle (A Shot in the Dark) – Margaret Furse
    - Le Jeune Cassidy (Young Cassidy) – Margaret Furse

- 1967 : 
  - Meilleurs costumes britanniques – Noir et blanc : Aucune récompense
  - Meilleurs costumes britanniques – Couleur : Un mort en pleine forme (The Wrong Box) – Julie Harris
    - Arabesque – Christian Dior
    - Le Crépuscule des aigles (The Blue Max) – John Furniss
    - Roméo et Juliette (Romeo and Juliet) – Nicholas Georgidis

- 1968 :
  - Meilleurs costumes britanniques – Noir et blanc : Mademoiselle – Jocelyn Rickards
    - Le Marin de Gibraltar (The Sailor from Gibraltar) – Jocelyn Rickards

  - Meilleurs costumes britanniques – Couleur : Un homme pour l'éternité (A Man for All Seasons) – Elizabeth Haffenden ; Joan Bridge
    - Casino Royale – Julie Harris
    - Loin de la foule déchaînée (Far from the Madding Crowd) – Alan Barrett
    - Half a Sixpence – Elizabeth Haffenden ; Joan Bridge

En 1969, fusion en une seule catégorie : Meilleurs costumes.
- 1969 : Roméo et Juliette (Romeo and Juliet) – Danilo Donati ♕
  - La Charge de la brigade légère (The Charge of the Light Brigade) – David Walker
  - Le Lion en hiver (The Lion in Winter) – Margaret Furse ♙
  - Oliver ! (Oliver!) – Phyllis Dalton ♙

### Années 1970
- 1970 : Ah Dieu ! que la guerre est jolie (Oh! What a Lovely War) – Anthony Mendleson
  - Funny Girl – Irene Sharaff
  - Isadora – Ruth Myers
  - Love (Women in Love) – Shirley Ann Russell

- 1971 : Waterloo (Ватерлоо) – Maria De Matteis
  - Anne des mille jours (Anne of the Thousand Days) – Margaret Furse ♕
  - Cromwell – Vittorio Nino Novarese ♕
  - La Fille de Ryan (Ryan's Daughter) – Jocelyn Rickards

- 1972 : Mort à Venise (Morte a Venezia) – Piero Tosi ♙
  - Le Messager (The Go-Between) – John Furniss
  - Nicolas et Alexandra (Nicholas and Alexandra) – Yvonne Blake ; Antonio Castillo ♕
  - The Tales of Beatrix Potter – Christine Edzard

- 1973 :
  - Alice au pays des merveilles (Alice's Adventures in Wonderland) – Anthony Mendleson
  - Macbeth – Anthony Mendleson
  - Les Griffes du lion (Young Winston) – Anthony Mendleson ♙
    - Cabaret – Charlotte Flemming
    - Le Parrain (The Godfather) – Anna Hill Johnstone ♕

- 1974 : La Méprise (The Hireling) – Phyllis Dalton
  - Maison de poupée (A Doll's House) – Beatrice Dawson
  - François et le chemin du soleil (Fratello Sole Sorella Luna) – Danilo Donati
  - Jesus Christ Superstar – Yvonne Blake

- 1975 : Gatsby le Magnifique (The Great Gatsby) – Theoni V. Aldredge ♕
  - Chinatown – Anthea Sylbert ♙
  - Le Crime de l'Orient-Express (Murder on the Orient Express) – Tony Walton ♙
  - Les Trois Mousquetaires (The Three Musketeers) – Yvonne Blake

- 1976 : Le Jour du fléau (The Day of the Locust) – Ann Roth
  - Barry Lyndon – Ulla-Britt Söderlund ; Milena Canonero ♕
  - On l'appelait Milady (The Four Musketeers) – Yvonne Blake ♙
  - L'Homme qui voulut être roi (The Man Who Would Be King) – Edith Head ♙

- 1977 : La Marquise d'O... (Die Marquise von O...) – Moidele Bickel
  - Bugsy Malone – Monica Howe
  - Pique-nique à Hanging Rock (Picnic at Hanging Rock) – Judith Dorsman
  - The Slipper and the Rose – Julie Harris

- 1978 : Le Casanova de Fellini (Il Casanova di Federico Fellini) – Danilo Donati ♕
  - New York, New York – Theadora Van Runkle
  - Joseph Andrews – Michael Annals ; Patrick Wheatley
  - Valentino – Shirley Ann Russell

- 1979 : Mort sur le Nil (Death on the Nile) – Anthony Powell ♕
  - Les Duellistes (The Duellists) – Tom Rand
  - Julia – Anthea Sylbert ; Joan Bridge ; Annalisa Nasalli-Rocca (it) ♙
  - Star Wars, épisode IV : Un nouvel espoir (Star Wars Episode IV: A New Hope) – John Mollo ♕

### Années 1980
- 1980 : Yanks – Shirley Ann Russell
  - Agatha – Shirley Ann Russell ♙
  - Alien : Le Huitième Passager (Alien) – John Mollo
  - Les Européens (The Europeans) – Judy Moorcroft ♙

- 1981 : Kagemusha, l'ombre du guerrier (影武者) – Seiichiro Momosawa
  - Que le spectacle commence (All That Jazz) – Albert Wolsky ♕
  - Don Giovanni – Frantz Salieri
  - Flash Gordon – Danilo Donati

- 1982 : Les Chariots de feu (Chariots of Fire) – Milena Canonero ♕
  - Excalibur – Bob Ringwood
  - La Maîtresse du lieutenant français (The French Lieutenant's Woman) – Tom Rand ♙
  - Tess – Anthony Powell ♕

- 1983 : Blade Runner – Michael Kaplan ; Charles Knode
  - Gandhi – Bhanu Athaiya ; John Mollo ♕
  - Reds – Shirley Ann Russell ♙

- 1984 : La Traviata – Piero Tosi ♙
  - Fanny et Alexandre (Fanny och Alexander) – Marik Vos-Lundh ♕
  - Chaleur et Poussière (Heat and Dust) – Barbara Lane
  - Tootsie – Ruth Morley

- 1985 : Il était une fois en Amérique (Once Upon a Time in America) – Gabriella Pescucci
  - Les Bostoniennes (The Bostonians) – Jenny Beavan ; John Bright ♙
  - La Compagnie des loups (The Company of Wolves) – Elizabeth Waller
  - Un amour de Swann – Yvonne Sassinot de Nesle

- 1986 : Cotton Club (The Cotton Club) – Milena Canonero
  - Amadeus – Theodore Pistek ♕
  - Legend – Charles Knode
  - La Route des Indes (A Passage to India) – Judy Moorcroft ♙

- 1987 : Chambre avec vue (A Room with a View) – Jenny Beavan ; John Bright ♕
  - Mission (The Mission) – Enrico Sabbatini ♙
  - Out of Africa – Milena Canonero ♙
  - Ran (乱) – Emi Wada ♕

- 1988 : Radio Days – Jeffrey Kurland
  - La Guerre à sept ans (Hope and Glory) – Shirley Ann Russell
  - La Petite Dorrit (Little Dorrit) – Joyce Carter ; Danielle Garderes ; Claudie Gastine ; Judith Loom ; Sally Neale ; Jackie Smith ; Barbara Sonnex
  - Les Incorruptibles (The Untouchables) – Marilyn Vance ♙

- 1989 : Le Dernier Empereur (The Last Emperor) – James Acheson ♕
  - The Dressmaker – Judy Moorcroft
  - Empire du soleil (Empire of the Sun) – Bob Ringwood ♙
  - Sur la route de Nairobi (White Mischief) – Marit Allen

### Années 1990
- 1990 : Les Aventures du baron de Münchhausen (The Adventures of Baron Munchausen) – Gabriella Pescucci ♙
  - Batman – Bob Ringwood
  - Les Liaisons dangereuses (Dangerous Liaisons) – James Acheson ♕
  - Henry V – Phyllis Dalton ♕

- 1991 : Les Affranchis (GoodFellas) – Richard Bruno
  - Cinema Paradiso (Nuovo Cinema Paradiso) – Beatrice Bordone
  - Dick Tracy – Milena Canonero ♙
  - Pretty Woman – Marilyn Vance

- 1992 : Cyrano de Bergerac – Franca Squarciapino ♕
  - Edward aux mains d'argent (Edward Scissorhands) – Colleen Atwood
  - Robin des Bois, prince des voleurs (Robin Hood: Prince of Thieves) – John Bloomfield
  - Valmont – Theodor Pistek ♙

- 1993 : Ballroom Dancing (Strictly Ballroom) – Catherine Martin ; Angus Strathie
  - Chaplin – Ellen Mirojnick ; John Mollo
  - Retour à Howards End (Howards End) – Jenny Beavan ; John Bright ♙
  - Le Dernier des Mohicans (The Last of the Mohicans) – Elsa Zamparelli

- 1994 : La Leçon de piano (The Piano) – Janet Patterson ♙
  - Dracula (Bram Stoker's Dracula) – Eiko Ishioka ♕
  - Orlando – Sandy Powell ♕
  - Beaucoup de bruit pour rien - Phyllis Dalton
  - La Liste de Schindler (Schindler's List) – Anna B. Sheppard ♙

- 1995 : Priscilla, folle du désert (The Adventures of Priscilla, Queen of the Desert) – Tim Chappel ; Lizzy Gardiner ♕
  - Quatre mariages et un enterrement (Four Weddings and a Funeral) – Lindy Hemming
  - Entretien avec un vampire (Interview with the Vampire: The Vampire Chronicles) – Sandy Powell
  - Les Quatre Filles du docteur March (Little Women) – Colleen Atwood ♙

- 1996 : Braveheart – Charles Knode
  - La Folie du roi George (The Madness of King George) – Mark Thompson
  - Le Don du roi (Restoration) – James Acheson ♕
  - Raison et Sentiments (Sense and Sensibility) – Jenny Beavan ; John Bright

- 1997 : Richard III – Shuna Harwood ♙
  - Le Patient anglais (The English Patient) – Ann Roth ♕
  - Evita – Penny Rose
  - Hamlet – Alexandra Byrne ♙

- 1998 : La Dame de Windsor (Mrs. Brown) – Deirdre Clancy
  - L.A. Confidential – Ruth Myers
  - Titanic – Deborah Lynn Scott ♕
  - Les Ailes de la colombe (The Wings of the Dove) – Sandy Powell ♙

- 1999 : Velvet Goldmine – Sandy Powell ♙
  - Elizabeth – Alexandra Byrne ♙
  - Le Masque de Zorro (The Mask of Zorro) – Graciela Mazón
  - Shakespeare in Love – Sandy Powell ♕

### Années 2000
- 2000 : Sleepy Hollow – La Légende du cavalier sans tête (Sleepy Hollow) – Colleen Atwood ♙
  - La Fin d'une liaison (The End of the Affair) – Sandy Powell
  - Un Mari idéal (An Ideal Husband) – Caroline Harris
  - Un thé avec Mussolini (Tea with Mussolini) – Anna Anni ; Jenny Beavan ; Alberto Spiazzi

- 2001 : Tigre et Dragon (卧虎藏龙) – Timmy Yip ♙
  - Le Chocolat (Chocolat) – Renee Ehrlich Kalfus
  - Gladiator – Janty Yates ♕
  - O'Brother (O Brother, Where Art Thou?) – Monica Howe
  - Quills, la plume et le sang (Quills) – Jacqueline West ♙

- 2002 : Gosford Park – Jenny Beavan ♙
  - Harry Potter à l'école des sorciers (Harry Potter and the Philosopher's Stone) – Judianna Makovsky ♙
  - Le Seigneur des anneaux : La Communauté de l'anneau (The Lord of the Rings: The Fellowship of the Ring) – Ngila Dickson ♙
  - Moulin Rouge (Moulin Rouge!) – Catherine Martin ; Angus Strathie ♕
  - La Planète des singes (Planet of the Apes) – Colleen Atwood

- 2003 : Le Seigneur des anneaux : Les Deux Tours (The Lord of the Rings: The Two Towers) – Ngila Dickson ; Richard Taylor
  - Arrête-moi si tu peux (Catch Me If You Can) – Mary Zophres
  - Chicago – Colleen Atwood ♕
  - Frida – Julie Weiss ♙
  - Gangs of New York – Sandy Powell ♙

- 2004 : Master and Commander : De l'autre côté du monde (Master and Commander: The Far Side of the World) – Wendy Stites ♙
  - Retour à Cold Mountain (Cold Mountain) – Carlo Poggioli ; Ann Roth
  - La Jeune Fille à la perle (Girl with a Pearl Earring) – Dien van Straalen ♙
  - Le Seigneur des anneaux : Le Retour du roi (The Lord of the Rings: The Return of the King) – Ngila Dickson ; Richard Taylor ♕
  - Pirates des Caraïbes : La Malédiction du Black Pearl (Pirates of the Caribbean: The Curse of the Black Pearl) – Penny Rose

- 2005 : Vera Drake – Jacqueline Durran
  - Aviator (The Aviator) – Sandy Powell ♕
  - Neverland (Finding Neverland) – Alexandra Byrne ♙
  - Le Secret des poignards volants (十面埋伏) – Emi Wada
  - Le Marchand de Venise (The Merchant of Venice) – Sammy Sheldon

- 2006 : Mémoires d'une geisha (Memoirs of a Geisha) – Colleen Atwood ♕
  - Charlie et la Chocolaterie (Charlie and the Chocolate Factory) – Gabriella Pescucci ♙
  - Le Monde de Narnia : Le Lion, la Sorcière blanche et l'Armoire magique (The Chronicles of Narnia: The Lion, the Witch and the Wardrobe) – Isis Mussenden
  - Madame Henderson présente (Mrs Henderson Presents) – Sandy Powell ♙
  - Orgueil et Préjugés (Pride & Prejudice) – Jacqueline Durran ♙

- 2007 : Le Labyrinthe de Pan (El laberinto del fauno) – Lala Huete
  - Le Diable s'habille en Prada (The Devil Wears Prada) – Patricia Field ♙
  - Marie-Antoinette – Milena Canonero ♕
  - Pirates des Caraïbes : Le Secret du coffre maudit (Pirates des Caraïbes : Le Secret du coffre maudit) – Penny Rose
  - The Queen – Consolata Boyle ♙

- 2008 : La Môme ♙
  - Elizabeth : l'Âge d'or (Elizabeth: The Golden Age) ♕
  - Lust, Caution (色、戒)
  - Reviens-moi (Atonement) ♙
  - Sweeney Todd : Le Diabolique Barbier de Fleet Street (Sweeney Todd: The Demon Barber of Fleet Street) – Colleen Atwood ♙

- 2009 : The Duchess – Michael O'Connor ♕
  - L'Échange (Changeling) – Deborah Hopper
  - L'Étrange Histoire de Benjamin Button (The Curious Case of Benjamin Button) – Jacqueline West ♙
  - The Dark Knight : Le Chevalier noir (The Dark Knight) – Lindy Hemming
  - Les Noces rebelles (Revolutionary Road) – Albert Wolsky ♙

### Années 2010
- 2010 : Victoria : Les Jeunes Années d'une reine (The Young Victoria) – Sandy Powell ♕
  - Bright Star – Janet Patterson ♙
  - Coco avant Chanel – Catherine Leterrier ♙
  - Une éducation (An Education) – Odile Dicks-Mireaux (en)
  - A Single Man – Arianne Phillips

- 2011 : Alice au pays des merveilles (Alice in Wonderland) – Colleen Atwood ♕
  - Black Swan – Amy Westcott
  - Le Discours d'un roi (The King's Speech) – Jenny Beavan ♙
  - We Want Sex Equality (Made in Dagenham) – Louise Stjernsward
  - True Grit – Mary Zophres ♙

- 2012 : The Artist – Mark Bridges ♕
  - Hugo Cabret (Hugo) – Sandy Powell ♙
  - Jane Eyre – Michael O'Connor ♙
  - My Week with Marilyn – Jill Taylor
  - La Taupe (Tinker, Tailor, Soldier, Spy) – Jacqueline Durran

- 2013 : Anna Karénine (Anna Karenina) – Jacqueline Durran ♕
  - Blanche-Neige et le Chasseur (Snow White and the Huntsman) – Colleen Atwood ♙
  - De grandes espérances (Great Expectations) – Beatrix Aruna Pasztor
  - Lincoln – Joanna Johnston ♙
  - Les Misérables – Paco Delgado ♙

- 2014 : Gatsby le Magnifique (The Great Gatsby) – Catherine Martin ♕
  - American Bluff (American Hustle) – Michael Wilkinson ♙
  - Dans l'ombre de Mary (Saving Mr. Banks) – Daniel Orlandi
  - The Invisible Woman – Michael O'Connor ♙
  - Ma vie avec Liberace (Behind the Candelabra) – Ellen Mirojnick

- 2015 : The Grand Budapest Hotel – Milena Canonero ♕
  - Imitation Game (The Imitation Game) – Sammy Sheldon
  - Into the Woods – Colleen Atwood ♙
  - Mr. Turner – Jacqueline Durran ♙
  - Une merveilleuse histoire du temps (The Theory of Everything) – Steven Noble

- 2016 : Mad Max: Fury Road – Jenny Beavan ♕
  - Brooklyn – Odile Dicks-Mireaux
  - Carol – Sandy Powell ♙
  - Cendrillon (Cindirella) – Sandy Powell ♙
  - Danish Girl – Paco Delgado ♙

- 2017 : Jackie – Madeline Fontaine ♙
  - Alliés (Allied) – Joanna Johnston ♙
  - Les Animaux fantastiques (Fantastic Beasts and Where to Find Them) – Colleen Atwood ♕
  - Florence Foster Jenkins – Consolata Boyle ♙
  - La La Land – Mary Zophres ♙

- 2018 : Phantom Thread – Mark Bridges ♕
  - La Belle et la Bête – Jacqueline Durran ♙
  - Les Heures sombres (Darkest Hour) – Jacqueline Durran ♙
  - Moi, Tonya (I, Tonya) – Jennifer Johnson
  - La Forme de l'eau (The Shape of Water) – Luis Sequeira ♙

- 2019 : La Favorite - Sandy Powell
  - La Ballade de Buster Scruggs - Mary Zophres
  - Bohemian Rhapsody - Julian Day
  - Le Retour de Mary Poppins - Sandy Powell
  - Marie Stuart, reine d'Écosse - Alexandra Byrne

### Années 2020
- 2020 : Les Filles du docteur March – Jacqueline Durran
  - The Irishman – Christopher Peterson et Sandy Powell
  - Jojo Rabbit – Mayes C.Rubeo
  - Judy – Jany Temime
  - Once Upon a Time… in Hollywood – Arianne Phillips

- 2021 : Le Blues de Ma Rainey - Ann Roth
  - The Dig - Alice Babidge
  - Emma - Alexandra Byrne
  - Ammonite - Michael O'Connor
  - Mank - Trish Summerville

- 2022 : Cruella – Jenny Beavan
  - Cyrano – Massimo Cantini Parrini
  - Dune – Robert Morgan et Jacqueline West
  - The French Dispatch – Milena Canonero
  - Nightmare Alley – Luis Sequeira

- 2023 : Elvis – Catherine Martin
  - À l'Ouest, rien de nouveau (All Quiet on the Western Front) – Lisy Christl
  - Amsterdam – J.R. Hawbaker, Albert Wolsky
  - Babylon – Mary Zophres
  - Une robe pour Mrs. Harris (Mrs. Harris Goes to Paris) – Jenny Beavan

- 2024 : Pauvres Créatures – Holly Waddington
  - Barbie – Jacqueline Durran
  - Killers of the Flower Moon – Jacqueline West
  - Napoléon – David Crossman et Janty Yates
  - Oppenheimer – Ellen Mirojnick

- 2025 : Wicked – Paul Tazewell
  - Un parfait inconnu (A Complete Unknown) – Arianne Phillips
  - Conclave – Lisy Christl
  - Blitz – Jacqueline Durran
  - Nosferatu – Linda Muir